# Girolamo Luigi Durazzo
Girolamo Luigi Durazzo, né le 20 mai 1739 à Gênes et mort le 21 janvier 1809 dans la même ville, est un homme politique génois, doge de la République ligurienne, qui se mit au service de Napoléon Ier.

## Biographie
Le marquis Girolamo Luigi Francesco Durazzo est issu de la famille Durazzo, qui donna plusieurs doges à la république de Gênes et un dernier à la République ligurienne.
Il remplit plusieurs fonctions administratives pour la république de Gênes, tel que gouverneur de Novi de 1775 à 1776, sénateur de 1783 au 1785, membre (et pendant quelques périodes président) de la députation au commerce de 1779 à 1797, directeur de la Société génoise des arts et des manufactures de 1786 à 1789.
En mai 1797, membre de la commission pour l'ordre public dans la ville, il est parmi les délégués de la république chargés de parlementer avec le général Bonaparte. Lorsque ce dernier met fin en 1797 à la république de Gênes et la remplace par la République ligurienne, Girolamo Durazzo la sert alors comme membre de la commission de gouvernement du 9 décembre 1799 au 2 juillet 1800, membre du Conseil législatif en 1800, membre de la Commission constituante en 1801. Finalement, il est élu doge de la République ligurienne[1], fonction qu'il exerce du 10 août 1802 au 4 juin 1805. 
À l'annexion de l'éphémère République ligurienne à l'Empire en 1805, il sert alors la France, devient administrateur et préfet provisoire du département de Gênes, et sénateur de l'Empire le 30 octobre 1805. Il est fait officier de la Légion d'honneur et créé comte d'Empire le 26 avril 1808.   
Il meurt à Gênes le 21 janvier 1809. Son cœur est déposé dans une urne au Panthéon de Paris.

## Titre
- Comte Durazzo et de l'Empire (lettres patentes de 26 avril 1808, Bayonne) ;

## Distinctions
- Officier de la Légion d'honneur[1]

## Armoiries
| Figure | Blasonnement |
|        | Armes de la famille Durazzo (Gênes) De gueules, à trois fasces d'argent, au chef d'azur, ch. de trois fleurs-de-lis d'or. |
|        | Armes du comte Durazzo et de l'Empire Quartier des comtes sénateurs ; au deuxième d'argent à trois fasces de gueules, au chef diminué d'azur, chargé de trois étoiles d'or posées en fasce ; au troisième d'argent échiqueté de gueules, une épine naturelle au chef ; au quatrième d'or à deux fasces échiquetées d'argent et de gueules. - Livrées : bleu, rouge, noir et blanc. |